# Selaginella albidula
Selaginella albidula là một loài dương xỉ trong họ Selaginellaceae. Loài này được Sw. Spring mô tả khoa học đầu tiên năm 1838.